# Clara Stauffer

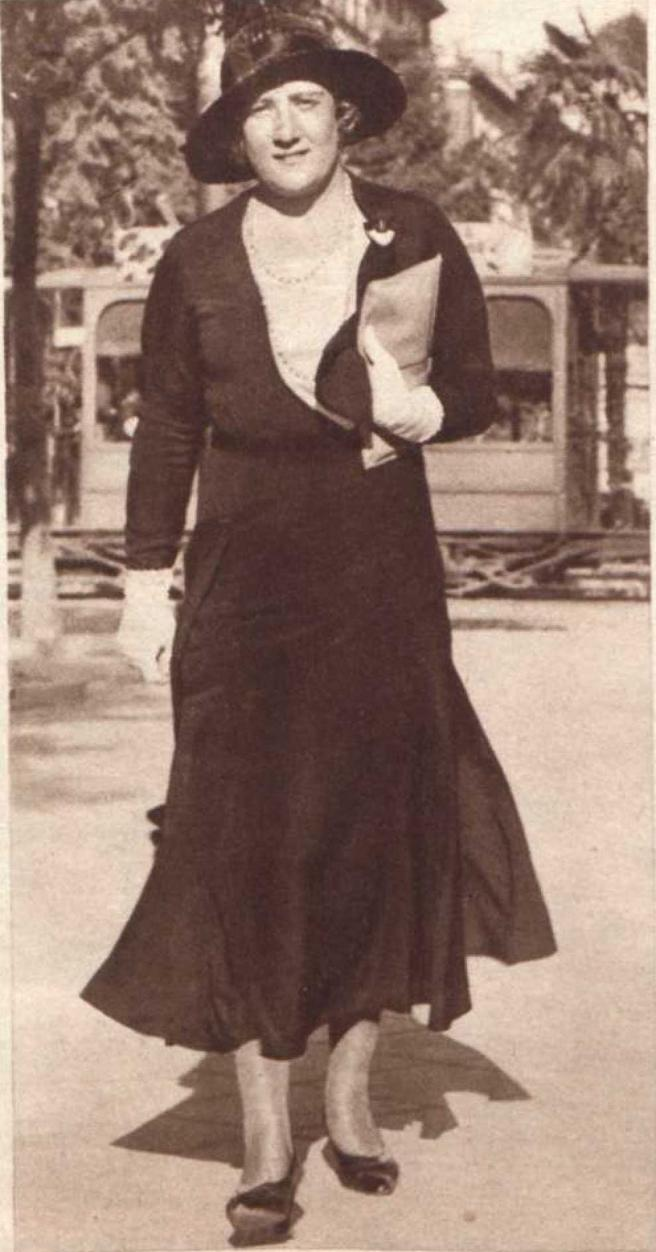
Clara Stauffer vào năm 1931

Clara Stauffer (1904–1984) là một người Tây Ban Nha theo tư tưởng Falange và là người điều hành Con đường chuột của Đức Quốc xã. Bà là thành viên của Sección Femenina, một nhóm phụ nữ theo phong trào tư tưởng Falange trong Nội chiến Tây Ban Nha. Bà từng là nhà hoạt động tuyên truyền chính của nhóm này, bà và nhóm chính trị của bà đã nỗ lực tăng cường mối quan hệ giữa Tây Ban Nha thời Franco và Đức Quốc xã trong Thế chiến thứ hai. Sau chiến tranh, bà là một trong những người vận chuyển lậu có ảnh hưởng nhất đối với những kẻ đào tẩu của Đức Quốc xã, cho họ trú ẩn ở Tây Ban Nha rồi sắp xếp chuyến đi trốn chạy đến Argentina.

## Thời thơ ấu và Nội chiến Tây Ban Nha
Clara Stauffer sinh ra ở Madrid vào năm 1904. Cha bà là Konrad Stauffer, một nhà sản xuất bia người Đức đã di cư đến Tây Ban Nha vào năm 1889,(tr133) còn mẹ là Clara Sofía Loewe. Bà lớn lên ở Đức, quay trở lại Tây Ban Nha vào năm 1936. Stauffer tham gia rất nhiều vào các môn thể thao điền kinh, bao gồm bơi lội và trượt tuyết.(tr133) Vào năm 1931, Stauffer đã giành chiến thắng trong một cuộc thi bơi lội bằng cách vượt qua đầm phá Peñalara trong vòng chưa đầy hai phút, và vào năm 1938, bà là người phụ nữ đầu tiên tham gia cuộc đua trượt tuyết Flying Kilomet ở St. Moritz. Bà không thể hoàn thành cuộc đua ở sự kiện thứ hai, nhưng từng đạt được tốc độ 65,59 dặm Anh trên giờ (105,56 km/h).(tr133)
Stauffer là thành viên của Sección Femenina và là đồng minh thân cận của thủ lĩnh Pilar Primo de Rivera.(tr182) Trong Nội chiến Tây Ban Nha, Stauffer làm trưởng ban tuyên truyền của Sección Femenina và đảm trách bộ phận báo chí.(tr133)(tr46) Bà đề xuất "Auxilio Invierno" là tên ban đầu của tổ chức từ thiện Quốc gia trong Nội chiến Tây Ban Nha (theo tên tổ chức Winterhilfe, cả hai có nghĩa là "Viện trợ Mùa đông").(tr30) Stauffer ủng hộ phong trào chính trị cực hữu và các nhà lãnh đạo chính trị quốc gia, bà lưu giữ những bức chân dung lớn của Francisco Franco, José Antonio Primo de Rivera, Adolf Hitler và Benito Mussolini trên tường trong văn phòng của bà.(tr46) Stauffer đã xuất bản một cuốn sách về Sección Femenina vào năm 1940.(tr133)

## Chiến tranh thế giới thứ hai và hợp tác với Đức Quốc xã
Năm 1943, Stauffer tháp tùng Pilar Primo de Rivera đến Đức với sứ mệnh tăng cường quan hệ giữa Đức và Tây Ban Nha.(tr134)(tr182) Trong chuyến đi này, bà đã gặp nhà ngoại giao Đức Quốc xã Wilhelm Faupel, một trong số những viên chức Đức Quốc xã cao cấp. Stauffer và Faupel được cho là đã hợp tác thường xuyên sau đó, đặc biệt là trong công việc bảo vệ Đức Quốc xã.(tr134)
Sau khi Chiến tranh thế giới thứ hai ở châu Âu kết thúc, Stauffer trở thành nhân vật chính trong tổ chức cứu trợ Tây Ban Nha–Đức Hilfsverein, tổ chức mà bà cùng với José Boos đồng sáng lập.(tr491) Chính phủ Tây Ban Nha ngầm ủng hộ hoạt động này nhưng khuyến cáo họ không nên công khai hoặc chính thức hóa công việc của mình.(tr491) Trong những năm tiếp theo, bà làm việc để che giấu và tìm việc làm cho các thành viên chính phủ Đức Quốc xã trốn sang Tây Ban Nha, và bà tham gia vào các đường dây vận chuyển lậu thành viên Đức Quốc xã đến Argentina. Stauffer đã điều hành trơn tru các hoạt động từ thiện, quyên góp thực phẩm và quần áo cho những kẻ đào tẩu của Đức Quốc xã.(tr493) Công việc của bà chủ yếu được tài trợ bởi Johannes Bernhardt, một doanh nhân người Đức gốc Tây Ban Nha.(tr137)
Phần lớn công việc của bà liên quan đến hoạt động đảm bảo việc thả những tù nhân Quốc xã đang bị giam cầm ở Tây Ban Nha, chẳng hạn như những người tù ở trại thực tập Sobron, bằng cách phụ trách họ với tư cách của tổ chức từ thiện.(tr137)(tr493) Căn hộ của Stauffer trở thành trung tâm vận chuyển lậu và là nơi cất giữ nhiều bộ trang phục để ngụy trang cho các thành viên Đức Quốc xã. Nguồn cung trang phục cho bà rất lớn; cháu trai của Stauffer mô tả mỗi căn phòng "chứa đầy hàng chục đôi ủng, áo sơ mi, áo khoác, quần dài, tất và găng tay".(tr136)
Ước tính rằng Stauffer đã hỗ trợ 800 thành viên chính phủ Đức Quốc xã trốn sang Tây Ban Nha. Ảnh hưởng của Stauffer trong chương trình này khiến tên của bà được đưa vào danh sách hồi hương của Hội đồng Kiểm soát Đồng minh (Allied Control Council) vào năm 1947, danh sách gồm 104 cá nhân ở Tây Ban Nha bị truy nã vì liên quan đến tội ác của Đức Quốc xã; bà là người phụ nữ duy nhất trong danh sách. Stauffer tiếp tục duy trì mối quan hệ làm việc với chính phủ Tây Ban Nha, chính phủ đã cho phép các hoạt động của Stauffer và ngăn chặn việc dẫn độ Stauffer.(tr134) Năm 1948, Stauffer mắc bệnh viêm màng phổi, nguyên nhân là do bà phải làm việc và đi lại liên tục trong hoạt động của Con đường chuột.(tr133)

## Cái chết và di sản
Stauffer qua đời tại Madrid vào ngày 15 tháng 10 năm 1984. Bà là nhân vật chính trong tiểu thuyết lịch sử viễn tưởng Los pacientes del doctor García của Almudena Grandes, và bà được miêu tả bởi Eva Llorach trong bản chuyển thể truyền hình The Patients of Dr. García.